# Tetradiclidaceae
Tetradiclidaceae is een botanische naam, voor een familie van tweezaadlobbige planten. Een familie onder deze naam wordt niet erg vaak erkend door systemen van plantentaxonomie, maar wel door het APG II-systeem (2003), zij het in beperkte zin: de betreffende planten mogen ook worden ingevoegd in de familie Nitrariaceae. Dit laatste is de keuze van de APWebsite.
Indien erkend, gaat het om een kleine familie, met één geslacht: Tetradiclis.